# 24601 Вальжан
24601 Вальжан (24601 Valjean) — астероїд головного поясу, відкритий 26 жовтня 1971 року чехословацьким астрономом Любошем Когоутеком. Названий на честь Жана Вальжана — головного героя роману Віктора Гюго «Знедолені». Примітний факт: за сюжетом роману, число 24601 було присвоєне Вальжану на каторзі (можливо, це алюзія на день Св. Іоанна, 24 червня); такий самий номер має й астероїд.
Тіссеранів параметр щодо Юпітера — 3,618.